# 霍揆章
霍 揆章（かく きしょう / フー クェイチャン、1901年1月24日 - 1953年3月9日）は、中華民国の軍人。字は嵩山。最終階級は国民革命軍中将。黄埔軍官学校第1期、中央訓練団党政訓練班第19期、陸軍大学将官班甲級第2期。
ビルマの戦いにおいて中国遠征軍第二十集団軍を指揮した事で知られる。

## 経歴
1901年、湖南省酃県東風郷の農民の家庭に生まれる。湖南省立第三中学卒業後、1924年（民国13年）4月、黄埔軍官学校入学。11月、第1期生として卒業後、教導団を経て国民革命軍による東征や北伐に参戦した。西安事件では討逆軍第4集団軍第4縦隊を指揮。
日中戦争勃発後の1937年10月17日、上海市嘉定区にて編成された第五十四軍軍長に就任し、武漢保衛戦、第一次長沙戦役等華中を転戦。1939年7月、第二十集団軍総司令代理に就任。1941年6月総司令。のち兼駐滇幹訓団教育長。太平洋戦争勃発後の1943年12月、第二十集団軍は衛立煌率いる中国遠征軍に編入、ビルマ国境にて日本軍と交戦、続いて騰越の戦いに参加し騰越守備隊と戦闘し勝利。また、竜陵県におけるレド公路の路線を確立し、その功績により合衆国大統領フランクリン・ルーズベルトから嘉猷勲章を、また蔣介石委員長より青天白日勲章を授与された。
戦後、青年軍第六軍軍長および雲南警備総司令に就任。このころ、昆明市内は混乱状態が続いており、共産党系の学生たちが起こした暴動（一二一事件）で関麟徴が更迭された後任としてであった。
7月、司令部稽査処の実行部隊が中国民主同盟活動家の李公樸と聞一多を昆明市内で暗殺。この事態は中国国内外に大きな衝撃を与えた。中国共産党員を含む昆明市内の活動家を激高させ混乱状態に油を注ぐのみならず、葉紹鈞ら国内の知識人や周恩来ら共産党サイド、共産党と国民党の調停に乗り出していたジョージ・マーシャル元帥、昆明駐在大使ストレートン、そしてアメリカ世論の顰蹙を買い、国民党の立場を大きく揺るがす結果となってしまった。事態を重く見た蔣介石は内政部警察総署長の唐縦を昆明に派遣、さらに陸軍総司令の顧祝同、陸軍総部参謀長の冷欣、憲兵司令の張鎮に調査の全権を委任した。この間、霍は事件の何らかの真相を公開しようとしたらしいが、上層部に口止めされた。結局、実行者の特務2名を死刑にすることで霍の立場は維持されたものの、霍は更迭され、その後しばらく長沙で隠居生活を送った。
1947年11月、第1届国民大会代表に当選したことで官職に復帰。翌月湖北省の第十六綏靖区司令官に任ぜられる。1949年5月、第十六綏靖区は第十一兵団へと改称され、6月12日、湘鄂贛辺区綏靖司令部へと再改称。同年秋、台湾へと逃れる。
1953年、脳溢血のため台北にて病没。享年52。

## 年譜
- 1924年
  - 4月 - 黄埔軍学学生第3隊附
  - 11月 - 教導団砲兵営排長
- 1925年10月 - 国民革命軍総司令部砲兵団（団長蔡忠笏）連長
- 1926年7月31日 - 少校、予備第1師第3団附（師長：厳立三、団長：陳誠）[8]
  - 11月 - 第21師第63団附
- 1928年
  - 6月 - 南京警衛司令部（司令陳誠）経理処処長
  - 9月 - 第11師歩兵第32旅第63団附
- 1930年12月 - 第14師第3旅（のち第11師独立旅に改編）旅長
- 1931年1月 - 第18軍第14師補充旅旅長
  - 9月 - 第14師副師長
- 1933年7月 - 廬山軍官訓練団第三営連長
  - 9月 - 第14師長
- 1935年4月 - 少将
- 1936年12月 - 討逆軍第4集団軍第4縦隊指揮官
- 1937年5月 - 中将
- 1937年10月17日 - 第五十四軍軍長
- 1938年 - 兼任田南要塞指揮官
- 1939年7月 - 第二十集団軍総司令代理兼洞庭湖警備司令官
- 1941年6月 - 第二十集団軍総司令
- 1943年 - 兼駐滇幹訓団教育長
- 1944年冬 - 青年遠征軍編練総監部副監（総監：羅卓英）
- 1945年初 - 第3方面軍副司令官（司令官：湯恩伯）
  - 5月 - 国民党第6次全国大会中央観察委員会委員
  - 10月8日 - 青年軍第六軍軍長
  - 12月 - 雲南警備総司令
- 1947年
  - 11月 - 第1届国民大会代表
  - 12月 - 第十六綏靖区司令官（第97軍、第103軍統括）

## エピソード
経済的問題から1920年（民国9年）学校を退学している。幼少期のこうした経験から第五十四軍軍長時代の1939年、5千元を投資し故郷に「望雲学校」を開校、自ら校長に就任した。